# Ernst Heinrich von Houwald
Freiherr Ernst Heinrich von Houwald (* 23. Oktober 1819 in Straupitz, Landkreis Lübben; † 7. Februar 1891 in Dresden) war ein preußischer Generalmajor und zuletzt Kommandeur des 6. Dragoner-Regiments.

## Leben

### Herkunft
Er ist ein Nachkomme des preußischen Generals Christoph von Houwald (1602–1663). Seine Eltern waren der Freiherr Karl Heinrich Ferdinand von Houwald (* 6. April 1773; † 2. Juni 1832) und dessen zweite Ehefrau der Freiin Johanna Karoline von Thermo (* 31. Oktober 1787; † 17. Mai 1837). Sein Vater war Herr der freien Standesherrschaft Straupitz sowie Landrichter des Markgraftums Niederlausitz. Er ging mit seinem Zwillingsbruder Gustav Heinrich von Houwald († 18. Januar 1856) zum Militär, der als Rittmeister des 1. Garde-Ulanen-Regiments starb.

### Werdegang
Seine schulische Bildung erhielt er mit seinen Brüdern von 1832 bis 1838 an der Ritterakademie von Brandenburg. Von dort kam er am 24. April 1838 als Ulan in das 1. Garde-Ulanen-Landwehr-Regiment. Am 20. Oktober 1838 wurde er zum Portepeefähnrich ernannt, am 23. Juni 1839 als Seconde-Lieutenant aggregiert und am 14. Mai 1840 einrangiert.
Vom 1. Oktober 1842 bis zum 30. September 1843 wurde er in das Lehreskadron abkommandiert. Am 27. Januar 1847 erhielt er die Genehmigung zur Führung des Freiherrentitel als Agnat des Fideikommisses Freie Standesherrschaft Straupitz. Er wurde am 13. November 1851 zum Premier-Lieutenant und am 13. August 1853 zum Rittmeister befördert. Ab dem 9. Februar 1856 wurde er zum Eskadronschef ernannt und am 18. Oktober 1861 zum Major befördert. Er erhielt am 22. September 1863 den Roten Adlerorden 4. Klasse und wurde am 25. Juni 1864 zum etatsmäßigen Stabsoffizier ernannt. Während der Mobilmachung zum Deutschen Krieg von 1866 wurde er Kommandeur des 2. Landwehr-Dragoner-Regiments. Im Feldzug wurde er am 12. September 1866 zum Kommandeur des 6. Dragoner-Regiments ernannt und am 20. September 1866 zum Oberstleutnant befördert.
Er wurde am 23. Juli 1868 zum Oberst zum Patent zum 3. Juli 1868 ernannt. Während des Deutsch-Französischen Krieges kämpfte er bei Gravelotte, Noisseville, Orleans und Le Mans. Bei der Belagerung von Metz erwarb er sich das Eiserne Kreuz 2. Klasse. Am 21. September 1871 nahm wegen seiner angeschlagenen Gesundheit seinen Abschied mit dem Charakter als Generalmajor sowie einer Pension. Er starb am 7. Februar 1891 in Dresden.

### Familie
Houwald heiratete am 7. Oktober 1851 in Lübben die Freiin Elise von Patow (* 29. Oktober 1832; † 27. Juli 1911), eine Tochter des Bernhard von Patow. Das Paar hatte mehrere Kinder:
- Helene Christine Marie Elise (* 11. Dezember 1853)
- Karl Gottlob Gustav Ernst (* 7. Juli 1860; † 9. November 1918), Oberstleutnant, Ritter des Johanniter-Ordens ⚭ Franziska von Wunsch (* 11. März 1871)
- Bertha Marie Elise (* 24. September 1861)
- Anna Maria Luise (* 13. April 1863), Diakonissin
- Johannes Christoph Adolf Ernst (* 18. April 1866; † 8. Februar 1952), Plantagen-Besitzer in Deutsch-Ostafrika ⚭ 12. Juni 1894 Anna-Luise von Ditfurth (* 21. Juni 1872; † 15. September 1954)